# 2つのオーボエとイングリッシュホルンのための三重奏曲
2つのオーボエとイングリッシュホルンのための三重奏曲 ハ長調 作品87 は、ルートヴィヒ・ヴァン・ベートーヴェンが作曲した三重奏曲。

## 概要
ヨーゼフ2世治世下のオーストリア貴族たちは引き続き地位を保っていたが、フランス革命の余波を受けると贅沢の抑制を求められるようになっていた。自前の管弦楽団を維持することが困難になった貴族は、少数の楽士を抱えて室内楽演奏を楽しむようになる。
ベートーヴェンの木管アンサンブルへの関心は、1793年12月23日の演奏会を聴いたことがきっかけで芽生えたのであろうというのが、ベートーヴェンの草稿を研究したグスタフ・ノッテボームの推測である。この演奏会ではヨハン、フランツ、フィリップのタイマー3兄弟がプラハから訪れ、ヨハン・ヴェントの楽曲を演奏した。皇帝も自らの木管アンサンブルを近くに置いていたことが知られており、そうした時代背景とウィーンの気風が相まってベートーヴェンを木管楽器による室内楽曲の作曲に向かわせることになる。その結果、著名な七重奏曲を含む12の作品が生み出されたものの、1802年を最後に彼はこのジャンルへの興味を失ってしまうのであった。
本作はベートーヴェンがウィーンに到着した直後の1794年に作曲された。出版は1806年にベートーヴェン監修の編曲版を付録としてアルタリアから行われたが、このときには作品番号は付されなかった。出版当時のベートーヴェンは金銭的に多少の困難に見舞われることがあり、未発表の旧作を出版して資金の足しにしていたのであった。アルタリアはさらに2つのヴァイオリンとヴィオラのための編曲を作品29として出版しており、同社のカタログには1893年までそのように掲載されていたという。
なお、ベルリン州立図書館に収蔵されている本作の自筆譜と、同じ編成で書かれたWoO28（『ドン・ジョヴァンニ』の「お手をどうぞ」の主題による変奏曲）の自筆譜が共に非常に珍しい種類の紙に書かれていることから、シュパールはWoO28が当初本作の終楽章として構想された可能性もあると論じている。

## 楽曲構成
全4楽章で構成される。演奏時間は約23-26分。

### 第1楽章
Allegro 4/4拍子 ハ長調
勢いの良い出だしに続き、オーボエがコーラングレを模倣する形で主題が提示される（譜例1）。
譜例1
主題を利用しながら転調し、ト長調によるドルチェの主題へと至る（譜例2）。オーボエが奏した主題をコーラングレが繰り返す。
譜例2
コデッタによって提示部を終え、反復記号で冒頭からの繰り返しとなる。展開部ではまず譜例1を、次に譜例2を対位法的に展開し、オーボエが10小節以上音を持続させた後、再現部に入る。譜例1と譜例2がハ長調で再現され、簡潔なコーダによって楽章は結ばれる。

### 第2楽章
Adagio ヘ長調 3/4拍子
愛らしい主題で開始する（譜例3）。
譜例3
コーラングレの流麗な音型に2つのオーボエは合の手を入れる（譜例4）。
譜例4
次いで譜例3の再現となり、続いて譜例4も再現される。最後は結尾楽句により穏やかに閉じられる。

### 第3楽章
Menuetto: Allegro molto. Scherzo. 3/4拍子 ハ長調
メヌエットと題されるが内容的には純然たるスケルツォとなっている。冒頭から譜例5の活気のある主題が飛び出す。
譜例5
二部形式となっている主部が前後半の繰り返しを終えるとトリオとなる（譜例6）。
譜例6
トリオも前半後半を繰り返すとメヌエット・ダ・カーポとなり、冒頭へと戻って繰り返す。最後にコーダが置かれてまとめられる。

### 第4楽章
Finale: Presto 2/4拍子 ハ長調
ロンド形式。譜例7の主題の提示で幕を開ける。
譜例7
2つ目の主題はイ短調で現れ（譜例8）、オーボエのアルペッジョによるパッセージを挟んで繰り返される。
譜例8
譜例7が再現されると、次にカノンの形で新しい主題が導入される（譜例9）。
譜例9
譜例7が回帰して、アルペッジョのパッセージが後続する。譜例9のカノン風のエピソードが挿入された後にカデンツァが置かれている。最後はコーダによって華やかに全曲の終わりを迎える。